# Кобыжча
Кобыжча́ (укр. Кобижча) — село, расположенное на территории Бобровицкого района Черниговской области (Украина). Расположено на реке Бурчак.
Население составляет ↘3921 жителей (2025 год). Плотность населения — 264,59 чел/кв.км.
Впервые упоминается в 1100 году.
Село Кобыжча находится примерно в 13 км к северо-востоку от центра города Бобровица. Средняя высота населённого пункта — 135 м над уровнем моря. Село находится в зоне умеренного умеренно континентального климата.
Национальный состав представлен преимущественно украинцами, конфессиональный состав — христианами.
До прихода советской власти в селе было 5 церквей. На момент провозглашения независимости Украины в селе было 2 действующих храма, в третьем храме до настоящего времени расположен клуб.
27 сентября 2012 года в с. Кобыжча Бобровицкого района Черниговской области в результате ограбления и умышленного поджога сгорела Церковь Успения Пресвятой Богородицы 1875 года.
Церковь являлась памятником классической монументальной деревянной архитектуры Украины конца 19-го столетия и была занесена в список достопримечательностей истории и культуры Украины.
Церковь Успения Пресвятой Богородицы была самой большой и величественной из кобыжчанских церквей.
Площадь зала для прихожан составляла 280 м². В храме одновременно могли располагаться 600—700 человек.
Центральный иконостас имел четыре иконных ряда. Нижний ряд, «местный», составлял 7 икон, включая основные: Спаситель, Богородица, Успения Богородицы, вход в Иерусалим, Святой Феодосий Черниговский.
Второй ряд — «праздничный» — 12 икон двунадесятых праздников, третий — «апостольский» — тоже 12 икон и четвёртый — «сборный».
В центре четвёртого ряда выделялась великолепная копия иконы Богородицы с младенцем, скопированная из запрестольного образа во Владимирском соборе (г. Киев).
К марту 2014 г. на старом фундаменте построен новый храм. Внешне новое сооружение повторяет архитектуру сгоревшей церкви. Отстроены величественные стены, частично кровля, вставлены окна. В скором времени планируется официальное открытие восстановленного храма.